# Любовь как бестселлер
«Любовь как бестселлер» (англ. Book of Love) — романтическая комедия 2022 года совместного производства Великобритании и Мексики. Главные роли в фильме исполнили Сэм Клафлин и Вероника Эчеги.
Фильм вышел в российский прокат 27 января 2022.

## Сюжет
Молодой и скромный английский писатель узнаёт, что его сдержанный личный опус вдруг стал феноменальным бестселлером в Мексике и привлек к нему толпы поклонниц. Всё благодаря своенравной переводчице, которая без его ведома превратила книгу в горячий эротический роман. Горе-творцам не остается ничего, кроме как отправиться в совместный тур по стране, выпустив на свободу все потаённые чувства друг к другу.

## В ролях
- Сэм Клафлин — Генри Купер
- Вероника Эчеги — Мария
- Горасио Гарсиа Рохас — Антонио
- Антония Кларк — Элисон
- Мелисса Пино — Хелена
- Джованни Флоридо — Мигель
- Флор Едуарда Гуррола — Вероника
- Горацио Виллалобос — Педро
- Галя Видал — Франциска

## Производство
О работе над фильмом стало известно в феврале 2021 года. Было объявлено, что съемки начнутся в марте, а главные роли в картине исполнят Сэм Клафлин и Вероника Эчеги.

## Маркетинг
Оригинальный трейлер фильма был впервые опубликован в интернете компанией Amazon Prime Video, его локализованная версия — компанией Вольга.